# كاستيلو دو بياوي
كاستيلو دو بياوي (بالبرتغالية: Castelo do Piauí‏)؛ بلدية في ولاية بياوي في المنطقة الشمالية الشرقية من البرازيل.